# Dobrin (gmina)
Dobrin – gmina w Rumunii, w okręgu Sălaj. Obejmuje miejscowości Deleni, Doba, Dobrin, Naimon, Sâncraiu Silvaniei i Verveghiu. W 2011 roku liczyła 1660 mieszkańców.